# Desmoscolex desmoscolecoides
Desmoscolex desmoscolecoides is een rondwormensoort uit de familie van de Desmoscolecidae. De wetenschappelijke naam van de soort is voor het eerst geldig gepubliceerd in 1970 door Timm.